# Aristocrate Ier
Aristocrate Ier, fils d'Échmis, est un roi d'Arcadie, qui régna vers 720 av. J.-C.
Il y avait un temple d'Artémis surnommée Hymnia, sur les frontières du pays des Orchoméniens, du côté de Mantinée, et dont les prêtresses étaient vierges. Aristocrate étant tombé amoureux d'une de ces prêtresses, chercha à la séduire, mais elle lui résistait toujours. Enfin, se voyant poursuivie, elle se réfugia dans le temple auprès d'Artémis, où Aristocrate la viola. Lorsque les Arcadiens l'apprirent, ils lapidèrent (qui ?) ; et ils modifièrent dès lors la loi, afin que la prêtresse d'Artémis soient une femme qui sut ce que c'était que le commerce des hommes.[réf. nécessaire]
Aristocrate était le père de Hicetas, qui était le père d'Aristocrate II. Aristocrate II trahit les Messéniens, ses alliés, dans la Deuxième Guerre de Messénie contre les Lacédémoniens : le peuple indigné le lapida et abolit la royauté, vers 671 av. J.-C.